# Vitalik Buterin
Vitalik Buterin (em russo:  Виталий Бутерин; Kolomna, 31 de janeiro de 1994) é um escritor e programador Russo-Canadense conhecido como o co-fundador do Ethereum e também foi co-fundador da Bitcoin Magazine.

## Vida Pessoal
Buterin nasceu em Kolomna, Moscow Oblast, Russia e viveu na cidade até os seis anos de idade quando seus pais imigraram para o Canadá em busca de melhores oportunidades de emprego. Enquanto estava no terceiro ano da escola primária no Canadá, Buterin foi colocado em uma classe para crianças superdotadas e começou a se aprofundar em matérias como matemática, programação e economia.
Buterin teve seu primeiro contato com a criptomoeda Bitcoin graças a seu pai aos 17 anos de idade. Em 2012, obteve uma Medalha de Bronze na Olimpíada Internacional em Informática.  Em 2013, visitou desenvolvedores em outros países que compartilhavam seu entusiasmo por programação. Ele voltou a Toronto no final desse ano e publicou um white paper propondo a criação do Ethereum. Ele freqüentou a Universidade de Waterloo, mas abandonou em 2014, quando recebeu a Thiel Fellowship no valor de US$ 100.000 e foi trabalhar no Ethereum em tempo integral.
Atualmente Buterin vive em Singapura

## Empreedimentos
- Pybitcointools(2013–)
- Bitcoin Magazine (2011–2014)
- Ethereum (2013–)

### O começo na Bitcoin Magazine
Buterin conheceu uma pessoa em um fórum de bate-papo bitcoin que estava tentando iniciar um blog sobre moedas digitais. O proprietário ofereceu cinco bitcoins (cerca de US$ 3,50) a quem escrevesse um artigo para ele. Buterin começou escreveu para o site mas logo o site fechou, devido à falta de atenção que a mídia e as pessoas davam ao Bitcoin na época.
Em setembro de 2011, outra pessoa chegou a Buterin sobre uma nova publicação chamada Bitcoin Magazine, uma posição que Buterin aceitaria como o primeiro co-fundador e contribuiu como escritor principal.
Além disso, Buterin escreveu sobre tópicos relacionados a bitcoin para outras publicações, incluindo Bitcoin Weekly. Bitcoin Magazine, a revista Bitcoin, em 2012, começou a publicar uma edição impressa e foi referida como a primeira publicação séria dedicada às moedas criptografadas. A Bitcoin Magazine foi então comprada pela BTC Media, onde Buterin continuou a escrever até meados de 2014.
Além disso, ele ocupou uma posição no conselho editorial do Ledger, um periódico acadêmico revisado por pares que publica artigos de pesquisa originais completos sobre assuntos de tecnologia sobre moedas digitais e blockchain.

### Ethereum
Ele é co-criador e inventor do Ethereum, descrito como uma "rede de mineração descentralizada e uma plataforma de desenvolvimento de software incorporada em um" que facilita a criação de novas empresas descentralizadas e programas que compartilham um único blockchain.
Ethereum foi descrito pela primeira vez pelo Buterin em um white paper, no final de 2013. Buterin argumentou que o bitcoin precisava de uma linguagem de script para desenvolvimento de aplicativos. Mas quando ele não conseguiu chegar a acordo, ele propôs o desenvolvimento de uma nova plataforma com uma linguagem de script mais generalizada.

### Projetos de código aberto
Vitalik contribuiu como desenvolvedor em outros projetos de código aberto como: Kryptokit, pybitcointools, multisig.info, and btckeysplit. Ele também contribuiu para a DarkWallet by Cody Wilson, bibliotecas Python Bitcoin, e no site Egora.

## Morte falsa (hoax)
Em 25 de junho de 2017, Buterin foi alvo de um hoax devido ao preço do Ether que despencou.

## Prêmios e Reconhecimento
- Prêmio Thiel Fellowship, 2014[13]
- Prêmio mundial de Tecnologia na categoria IT Software em 2014[14]
- Revista Fortune em 2016[15]